# Jacqueline Bernhardt

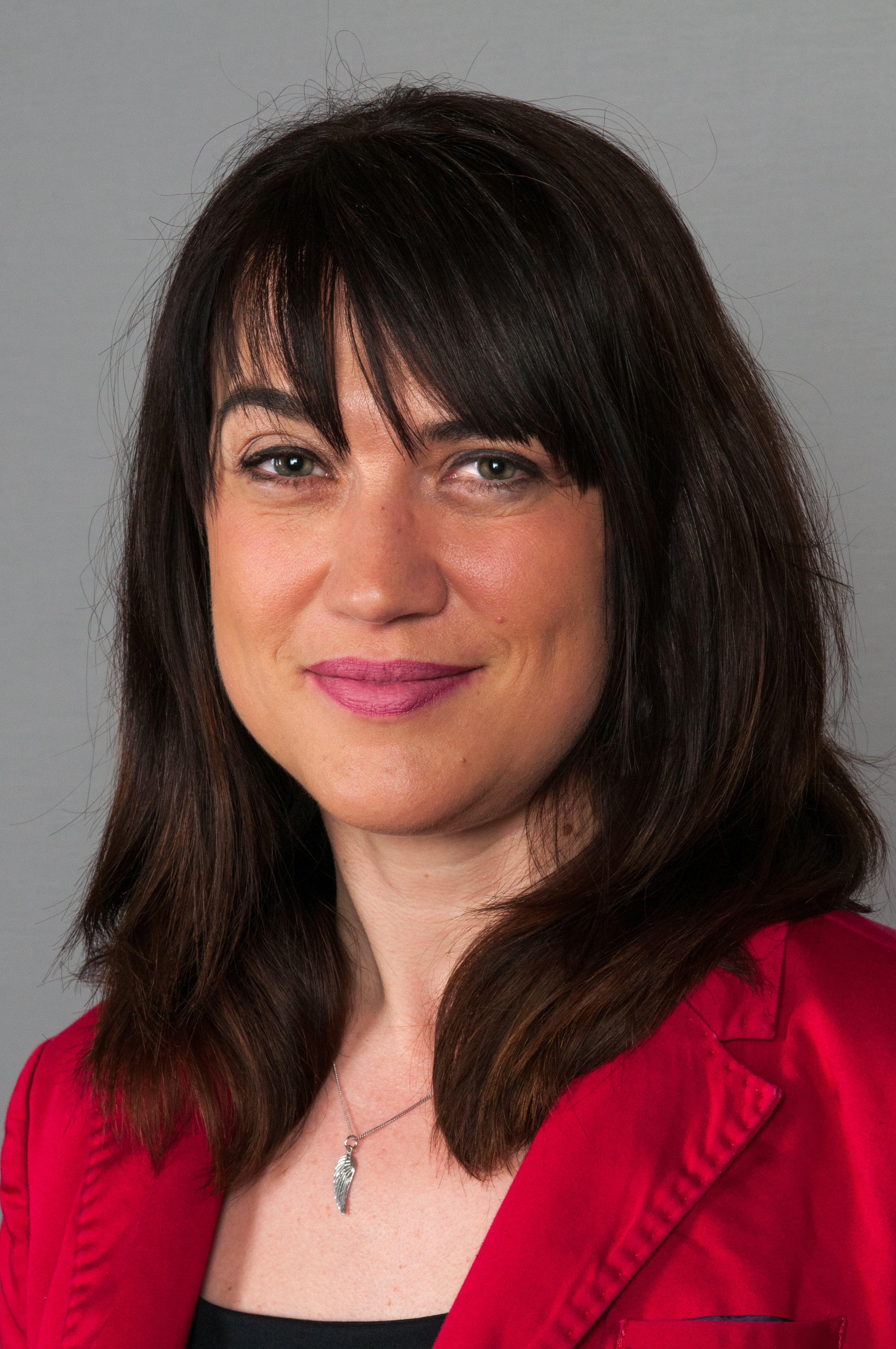
Jacqueline Bernhardt, 2017

Jacqueline Bernhardt (* 13. Februar 1977 in Leipzig) ist eine deutsche Rechtsanwältin und Politikerin (PDS, Die Linke). Sie war von 2011 bis 2021 Abgeordnete im Landtag von Mecklenburg-Vorpommern. Seit 2021 ist sie Ministerin für Justiz, Gleichstellung und Verbraucherschutz des Landes Mecklenburg-Vorpommern.

## Biografie
Nach Schulbesuch in Borsdorf und Abitur in Taucha studierte Jacqueline Bernhardt von 1995 bis 2001 Jura an der Universität Leipzig. Sie legte 2003 das Zweite Staatsexamen ab. Ihr Studium setzte sie mit einem Aufbaustudium in Europäischem Recht in Wien und Leipzig fort. Von 2005 bis 2007 war sie in Ludwigslust als selbstständige Rechtsanwältin tätig. Anschließend war sie als wissenschaftliche Mitarbeiterin zunächst beim Landtag, dann bei der Landtagsfraktion der Partei Die Linke angestellt. Sie ist verheiratet, hat ein Kind und ist evangelisch.

## Politik

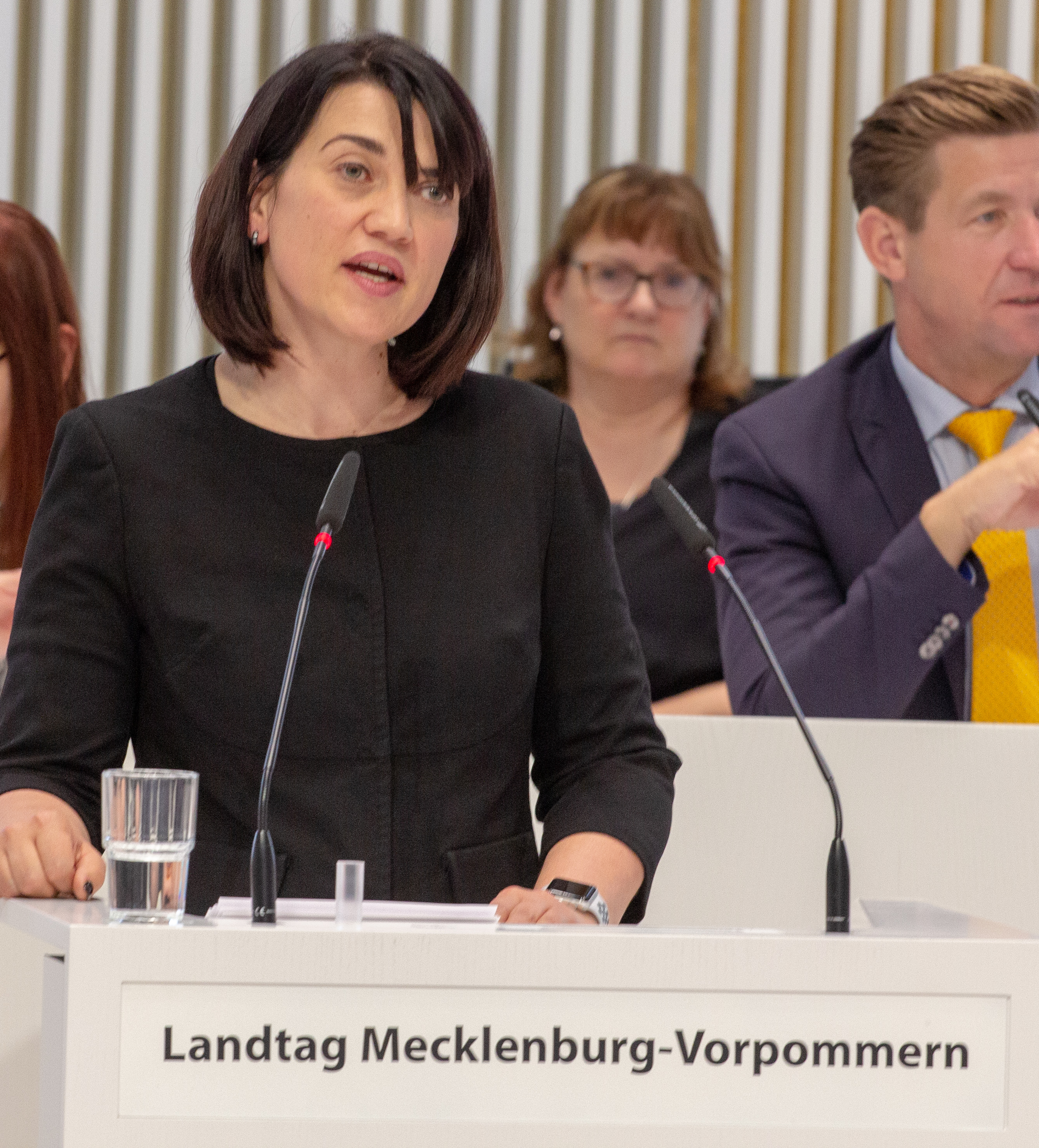
Jacqueline Bernhardt im Plenum des Landtages, 2019

Jacqueline Bernhardt trat 2005 in die damalige Partei Die Linke.PDS ein. Sie gehörte von 2009 bis 2014 der Gemeindevertretung von Groß Laasch an. Seit 2012 ist sie Mitglied des Kreistages des Kreises Ludwigslust-Parchim. Bei der Landtagswahl am 4. September 2011 erhielt sie über die Landesliste ihrer Partei ein Abgeordnetenmandat, ebenso bei der Landtagswahl in Mecklenburg-Vorpommern 2016, bei der sie auf Platz 5 der Landesliste stand. Von September 2016 bis Oktober 2021 war sie stellvertretende Fraktionsvorsitzende. Nachdem sie bei der Landtagswahl 2021 erneut in den Landtag gewählt worden war, war sie ab Oktober 2021 kurzzeitig Parlamentarische Geschäftsführerin ihrer Fraktion. Am 15. November 2021 wurde Bernhardt als Ministerin der Justiz, für Verbraucherschutz und Gleichstellung im Kabinett Schwesig II vereidigt. Im Zuge dessen legte sie zum Jahresende 2021 ihr Landtagsmandat nieder. Für sie rückte Daniel Seiffert in den Landtag nach.

## Kontroversen
Zum Amtsantritt gab sie der Schweriner Volkszeitung ein Interview, bei dem ihre Antworten zu Fragen nach Demokratie und Rechtsstaat von ihrem Pressesprecher als nicht publikabel gestrichen wurden. Unter anderem lehnte sie es ab, die DDR pauschal einen „Unrechtstaat“ zu nennen, da dieser Begriff „die Lebensleistung der Ostdeutschen zunichtemacht“. Nach dem Begriff „Diktatur“ gefragt, wurde nach Angaben der Redaktion Bernhardts Original-Antwort von der Pressestelle „massiv geändert“. Außerdem wollte sie sich „nicht äußern“, ob Russland unter Wladimir Putin eine Diktatur sei. Die Opposition im Landtag von Mecklenburg-Vorpommern sowie Bundesjustizminister Marco Buschmann warfen Bernhardt daraufhin „Verharmlosung der DDR“ vor. Buschmann wies darauf hin, dass der Begriff „Unrechtstaat“ nicht die Menschen in der DDR bezeichne – diese seien vielmehr die Opfer des Unrechts gewesen – sondern die Staatsorgane der SED.